# Homalia webbiana
Homalia webbiana är en bladmossart som beskrevs av W. P. Schimper in Paris 1896. Homalia webbiana ingår i släktet Homalia och familjen Neckeraceae. Inga underarter finns listade i Catalogue of Life.